# Weißstirn-Schwatzvogel

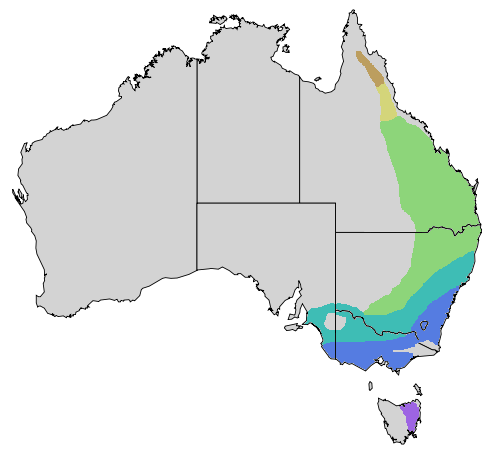
Verbreitungsgebiet der Unterarten des Weißstirn-Schwatzvogels
hellbraun: M. m. titaniota
gelb: Übergangsbereich
grün: M. m. lepidota
türkis: Übergangsbereich
blau: M. m. melanocephala
lila: M. m. leachi

Der Weißstirn-Schwatzvogel (Manorina melanocephala) ist ein endemisch in Australien vorkommender Singvogel aus der Familie der Honigfresser.

## Merkmale
Mit einer Länge von 28 Zentimetern und einem Gewicht von 60 bis 91 Gramm zählen die Weißstirn-Schwatzvögel zu den größeren Arten der Honigfresser. Die Geschlechter gleichen sich farblich. Der Kopf ist überwiegend schwarz. Deutlich hebt sich ein gelber Bereich neben dem Auge ab, die Stirn ist weiß. Die Oberseite einschließlich der Flügel und Schwanzfedern ist graubraun. Einige Federn der Handschwingen sind olivgelb. Der Nacken sowie die Unterseite sind hellgrau. Die Iris ist dunkelbraun, Schnabel, Beine und Füße sind gelb.

## Ähnliche Arten
Den Lebensraum mit dem Weißstirn-Schwatzvogel teilen auch der Gelbstirn-Schwatzvogel (Manorina flavigula) und der Hirtenmaina (Acridotheres tristis), die beide ebenfalls einen gelben Bereich neben dem Auge zeigen.
- Der Gelbstirn-Schwatzvogel unterscheidet sich in erster Linie durch die gelbbraune Stirn.
- Der Hirtenmaina stammt ursprünglich aus Asien. Vom Menschen wurde er in Australien eingebürgert und erwies sich als Kulturfolger. Aufgrund seiner insgesamt dunkelbraunen Färbung ist er leicht vom Weißstirn-Schwatzvogel zu unterscheiden.

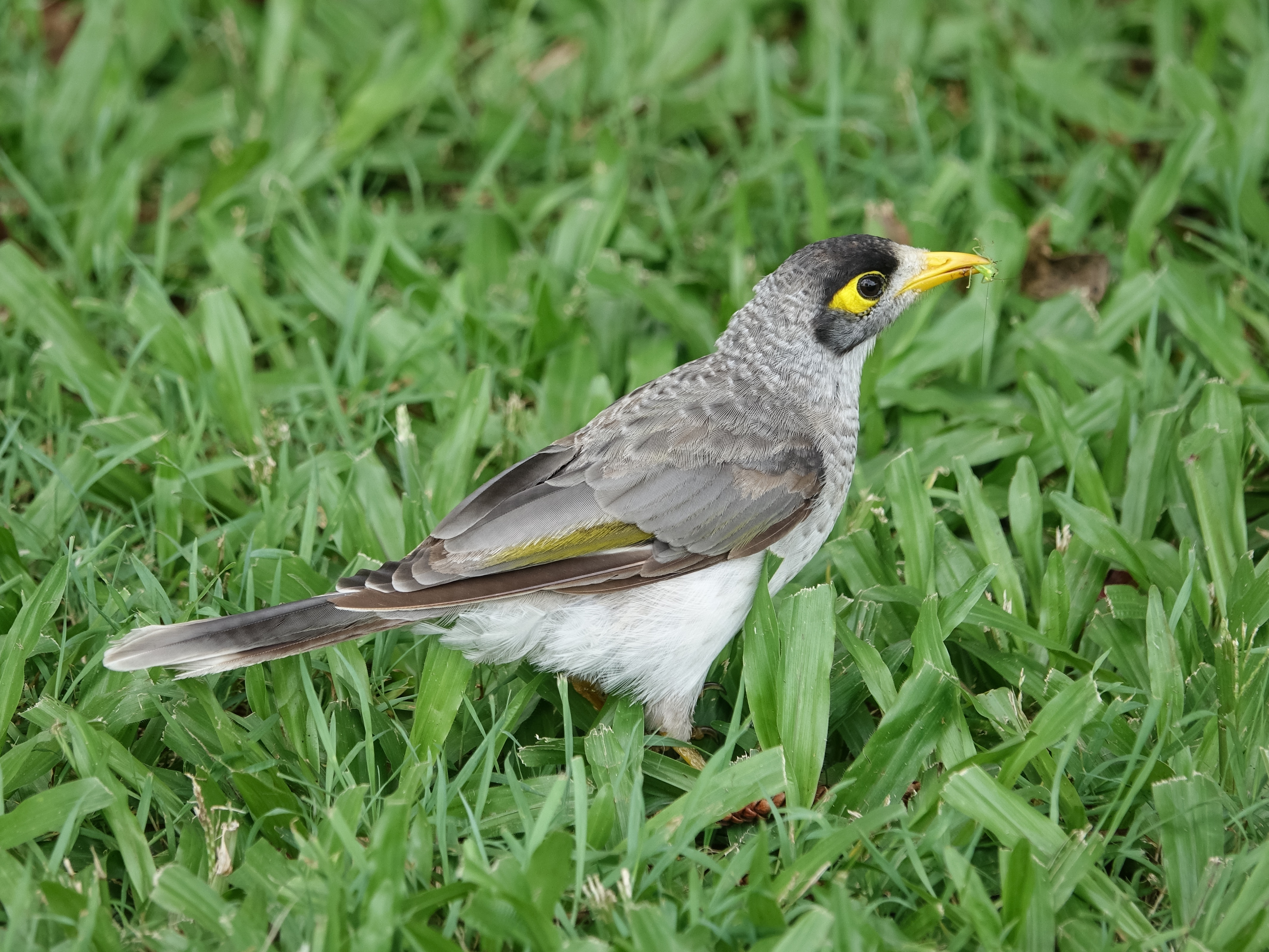
Weißstirn-Schwatzvogel
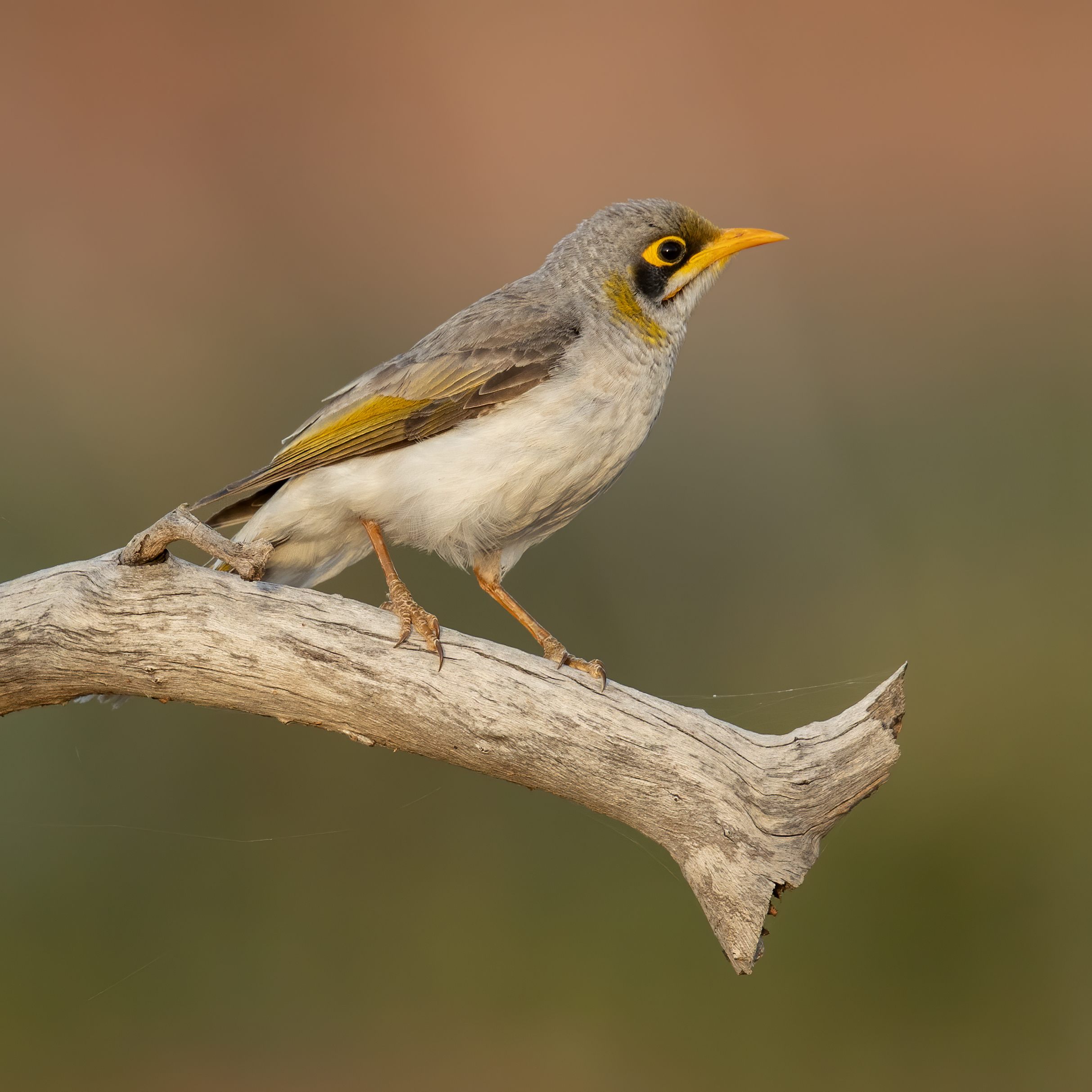
Gelbstirn-Schwatzvogel
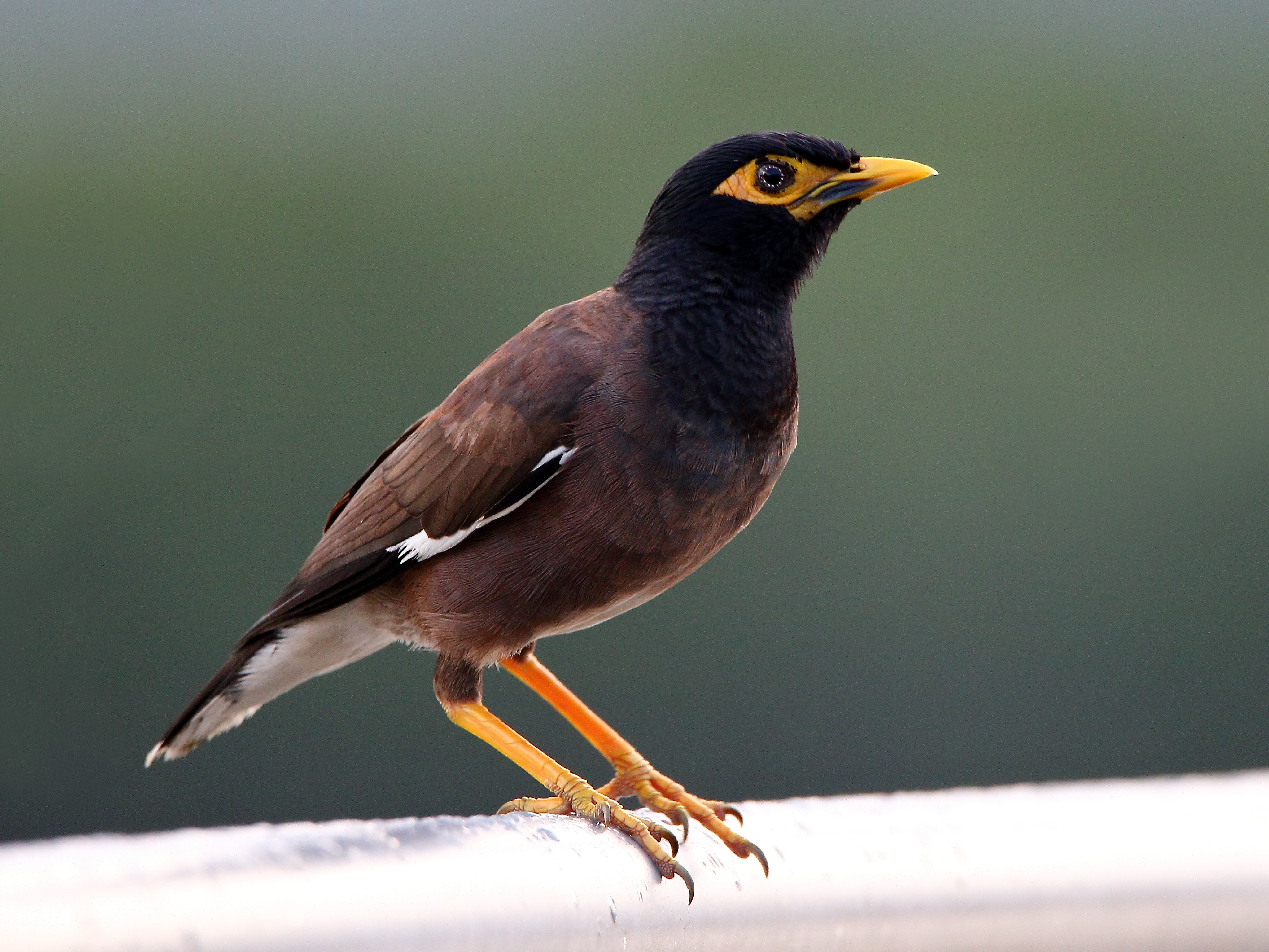
Hirtenmaina

## Verbreitung, Unterarten und Lebensraum
Der Weißstirn-Schwatzvogel kommt im Osten und Südosten Australiens vor. Er besiedelt eine breite Palette an Lebensräumen und ist sowohl in Wäldern als auch in gebüschreichen Graslandschaften sowie in Gärten und Parkanlagen anzutreffen. Folgende Unterarten werden geführt:
- Manorina melanocephala titaniota, Far North Queensland einschließlich Kap-York-Halbinsel.
- Manorina melanocephala lepidota, Südosten von Queensland bis zur Mitte von New South Wales.
- Manorina melanocephala melanocephala, Süden von New South Wales und Victoria bis zur Südostspitze von South Australia.
- Manorina melanocephala leachi, Tasmanien.

In einigen Gebieten gibt es Übergangsbereiche, da sich die Lebensräume der Unterarten überlappen.

## Lebensweise

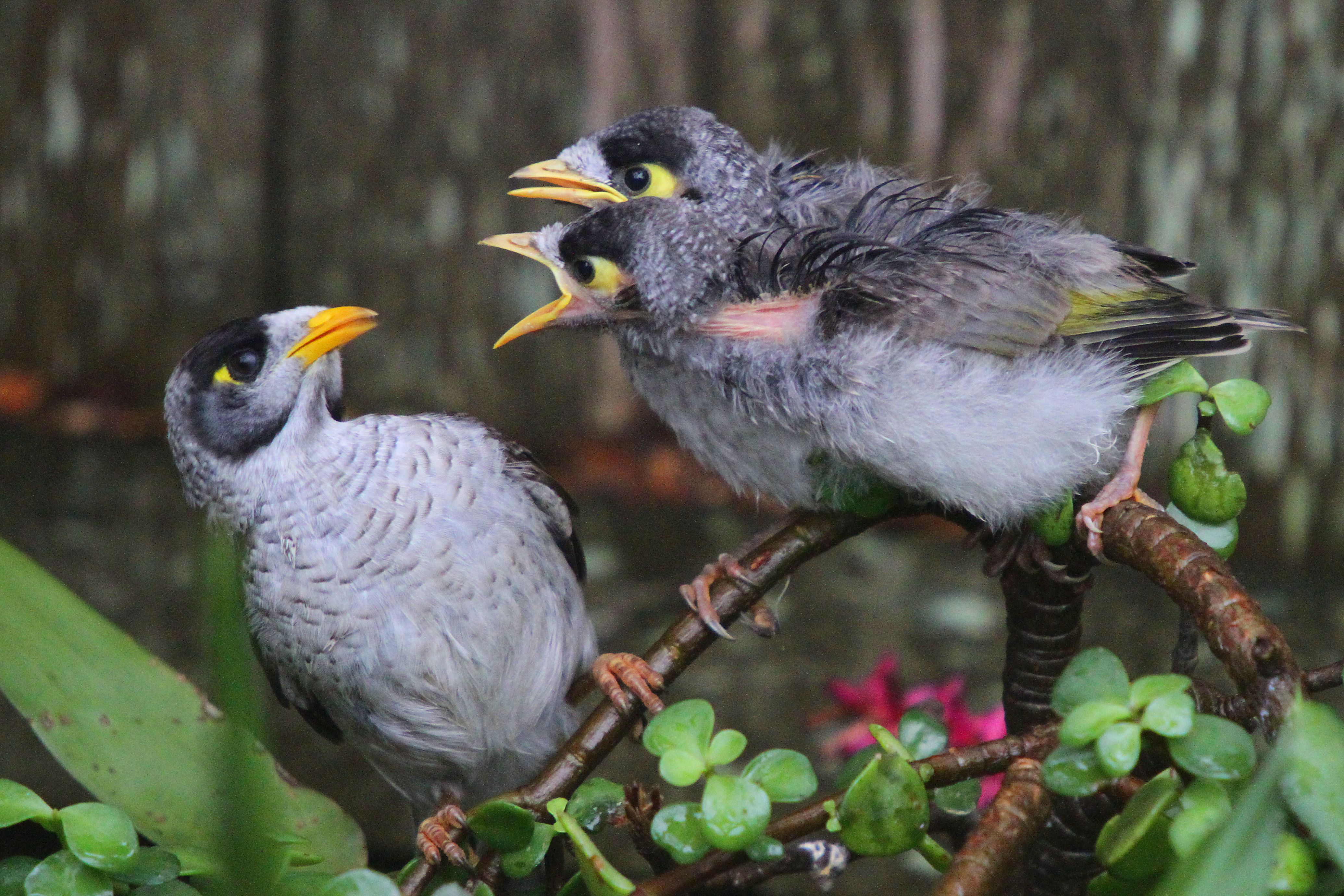
Um Futter bettelnde Jungvögel

Weißstirn-Schwatzvögel sind gesellige und standorttreue Vögel. Sie führen viele Aktivitäten gemeinsam aus, beispielsweise Futtersuche, baden, verteidigen des Territoriums und Anlage von Brutkolonien. Ihre Kolonien bestehen zuweilen aus mehreren hundert Individuen. Weißstirn-Schwatzvögel sind aggressive Vögel, die andere, auch größere Arten, beispielsweise Habichtartige oder Jägerlieste gemeinsam angreifen und sehr lautstark aus ihrem Revier vertreiben. Diese Attacken sind zuweilen derart intensiv, dass in einigen Gebieten sämtliche andere Vogelarten vertrieben wurden. Weißstirn-Schwatzvögel haben ein großes und abwechslungsreiches Repertoire an Rufen, Gesängen und Warnpfeiftönen. Die meisten dieser Rufe sind sehr laut und durchdringend und bestehen aus schrillen Tönen und Pfiffen. Die Vögel ernähren sich von Wirbellosen, im Besonderen von Insekten sowie von Blütennektar und gelegentlich von Früchten und Samen. Zuweilen fangen sie auch kleine Reptilien oder Amphibien.
Die Brutzeit der Art kann zu jeder Zeit im Jahr stattfinden, schwerpunktmäßig jedoch von Juli bis November. Es finden mehrere Beuten im Jahr statt. Die Vögel sind monogam. Allein das Weibchen baut ein tassenförmiges Nest, das aus trockenem Gras und Zweigen gefertigt und mit Spinnenfäden verwebt wird. Es wird mit Federn, Haaren, Fell und Pflanzenteilen ausgekleidet und gerne am Ende von horizontalen Zweigen in Bäumen oder Sträuchern angelegt. Das Gelege besteht aus zwei oder drei Eiern und wird rund 16 Tage bebrütet. Nach dem Schlüpfen werden die Küken von den Eltern sowie zuweilen von Helfern aus der Brutkolonie gefüttert. Auch nach Verlassen des Nests werden die Jungvögel weiterhin versorgt und schließen sich nach Erlangen der Selbständigkeit einer Gruppe von Artgenossen an.

## Gefährdung
Da sich die Bestände des Weißstirn-Schwatzvogels in Australien ausbreiten und die Vögel gebietsweise häufig sind, wird die Art von der Weltnaturschutzorganisation IUCN als „least concern = nicht gefährdet“ geführt. Da die Weißstirn-Schwatzvögel bezüglich ihres Lebensraums sehr flexibel sind, sie andere Arten aggressiv vertreiben und menschliche Siedlungen für sie zuweilen günstige Lebensräume schaffen, besteht sogar die Gefahr von Überpopulationen.